# あかつき2
あかつき2は、宇和島運輸が運航していたフェリー。

## 概要
林兼船渠で建造され、1993年7月2日に別府 - 八幡浜航路に就航した。
共有建造制度を利用して建造された船舶整備公団（後の鉄道建設・運輸施設整備支援機構）との共有船である。
2014年6月11日、あかつき丸の就航により引退した。
その後、インドネシアへ売船され、SUKI 2となり、スンダ海峡を横断する航路に就航している。

## 設計
船体は上層から順に船橋甲板、2層の遊歩甲板、車両甲板となっている。

## 事故・インシデント

### 臼杵港での乗り揚げ
2005年11月19日、12時47分、八幡浜港へ向かって臼杵港を出港する際、臼杵港防波堤灯台から351度220mの地点で浅所に乗り揚げた。乗揚により本船は船首船底部外板に長さ5メートルの擦過傷を生じたが、自力で離礁して八幡浜港へ向かった。事故当時、天候は晴で風力4の北西の風が吹いていた。事故原因は本船が風下に圧流されながら港口に向かう際、回頭操船が不適切で大回りして水路西側の浅所に向け進行したため、とされた